# ОШ „Вера Благојевић” Бања Ковиљача
ОШ „Вера Благојевић” основна школа у Бањи Ковиљача. Осим у матичној школи, настава се одвија и у издвојеним одељењима у Трбушници и Горњој Ковиљачи.

## Опште информације
У матичној школи настава се изводи у једној згради: у 9 учионица и 3 кабинета и дигиталној учионици. Кабинетска настава је организована за следеће наставне области: техника и технологија, музичка култура и информатика и рачунарство.
У једној учионици се одвија настава за ученика са сметњама у развоју и то трећи, четврти и седми разред, у матичној школи док је настава за друго одељење за ученике са сметњама у развоју обезбеђена у Малој домској заједници и то трећи и четврти разред. Оба одељења похађају наставу у преподневним часовима. Школа је повезана фискултурном салом, која је недавно завршена.
Матична школа поседује дворишни простор са теренима за извођење малих спортова.
Школа има библиотеку чији књишки фонд износи 9300. У школи постоји и медијатека са делимично опремљеним наставним средствима, као и са два видео пројектора за потребе савремене наставе и ваннаставних активности. У матичној школи загревање просторија се врши дигиталним грејањем.

### Подручна оделења

#### Трбушница[2]
Издвојено одељење у Трбушници изводи осморазредну наставу у 8 учионица, од којих је једна истовремено и кабинет за информатику. Ова школа нема фискултурну салу, па се настава физичког васпитања изводи у школском дворишту и учионицама. Настава се изводи у једној смени (преподневној). Школа има једну канцеларијску просторију која се користи за полазнике предшколског образовања. Загревање просторија се врши централно.

#### Горња Ковиљача[3]
До 1945. године није постојала школа у Г. Ковиљачи. Ученици су у школу ишли у Бању Ковиљачу. После рата отворена је школа у приватној кући Тодора Мишића. Настава се у тој кући одвајала краће време, неколико година.
Садашња школска зграда почела се градити 1948. године. Настава у новоизграђеној школи почела је 1954. године.
У издвојеном одељењу у Горњој Ковиљачи настава се изводи у две учионице, и то два комбинована одељења: I и III;  II и IV разред. Настава се изводи у преподневној смени. Протекле школске године месна заједница је преуредила једну просторију, те ће се од ове школске године у ИО Горња Ковиљача та просторија користити као фискултурна сала. У школи се такође налази и просторија за прешколско одељење. Загревање просторије се врши локално.

## Историјат

### Почеци
Први помен школе у Ковиљачи налазимо у школској 1845/1846. години. Она се спомиње као приватна школа и о њој нема детаљнијих података. Међутим, први помени државне школе у Ковиљачи можемо везати за школску 1853/1854. годину. Као први учитељ наводи се Станко Убавкић. Школа је била трогодишња. Државним одлукама градске школе су имале четири, а сеоске три обавезна разреда. Учитељи, школска зграда и наставна средства финансирана су из средстава општине. Учитеље су бирале саме општине уз сагласност Управитеља свих школа уз одобрење министра просвете.

### 19. век
У школској 1857/1858. години школа има укупно три разреда са укупно 30 ученика и једног учитеља, Радосав Поповић, са платом од 80 талира. По разредима број ученика је био први – 20, други – 6 и трећи разред – 4 ученика. Школа је тад била пред затварањем због небриге локалне власти. Захтев за затварање Начелству округа подринског поднела је ковиљачка општина /Ковиљача и Брасина/, и то поредседник суда, два члана и 17 општинара /неписмених/. Разлог је због потребе простора суда ковиљачке општине, али и немогућност да села Ковиљача и Брасина са 181 кућом и 203 пореске главе не може да издржава школу. И поред подршке окружног начелника министарство је одбило овај захтев. Посебан значај за подизање ниво писмености и односа према школству имаће рад повотрне /недељне/ школе при ковиљачкој школи 1869. и 1870. године која је имала за циљ описмењавање одраслих.
Године 1869. школа је имала 29 ученика од чега је 25 завршило школску годину. Школа почиње да стиче углед доласком прве учитељице Ленке Савић (1874-1880.) и за свој рад награђивана је од Министарства. У том периоду у Ковиљачи се отвара и Народна библиотека, а ускоро и школска библиотека.
Почетком осамдесетих година 19. века ковиљачка школа је била пред затварањем због лошег стања зграде изазваног поплавама Дрине. 

### 20. век
Камен темељац за нову зграду школе, уз присуство тадашњег учитеља Војислава Качавенде, положиће краљ Петар I Карађорђевић постављен је 1910. године. 
После Првог светског рата у школи су наставили да раде као учитељи Катарина Качавенда, Милан и Милица Митровић, док је учитељ Војислав Качавенда постао школски надзорник.
Школа је у школској 1919/20. години једина у срезу која је била ограђена, а од штете нанете ратом санирана је солидарним доприносом. До почетка новог рата у школи су радили као учитељи још Михаило Тошовић, Михаило Арсеновић, Олга Гавриловић, Милена Лукић, Десанка Фрајтовић, Здравко Филиповић, Полексија Савић, Војислав Глигорић, Рајна Глигорић, Драгомир Кокић, Владимир Антонић, Машинка Антонић, Добрила Михаиловић, Надежда Зулфикарпашић и Вукосава Живковић. 
Настава ће се изводити и у време Другог светског рата, а учитељи су били Драгомир Кокић, Риста Пржић, Јованка Попојованов, Невенка Станојевић, Косара Вујановић и Владимир Антонић.
Након Другог светског рата саграђена је данашња школска зграда која ће уз стару зграду имати укупно 15 учионица.
Прву деценију 21. века обележиће и отварање спортске сале.